# Bertil Hylmo
Bertil Hylmö (1915 -2001) fue un botánico y fitogeógrafo sueco, profesor de la Universidad de Lund en Suecia, donde obtuvo un doctorado en botánica, genética y microbiología.
Creó un sistema de clasificación para el género Cotoneaster y, con Karl Evert Flinck, estableció un proyecto de investigación de ADN en las especies más difíciles. En 2003, la Universidad de Alnarp en Suecia dedicó un seminario de "Cotoneaster" arboretum en la memoria Hylmo y para continuar su trabajo con ese género.

## Algunas publicaciones

### Libros
- jeanette Fryer, bertil Hylmö, roy Lancaster. 2009b. Cotoneasters: a comprehensive guide to shrubs for flowers, fruit, and foliage. Ed. ilustrada de Timber Press, 344 pp. ISBN 0881929271

- bertil Hylmö, carl Wikberg. 1978. The Heat Balance in the Potato Pile - and a Conclusion for Practical Use: Read the Wet Bulb Thermometre. Ed. Findus-Nordreco. 6 pp.

## Honores

### Epónimos
- (Rosaceae) Cotoneaster hylmoei Flinck & J.Fryer[2]

- La abreviatura «B.Hylmö» se emplea para indicar a Bertil Hylmo como autoridad en la descripción y clasificación científica de los vegetales.[3]